# شيبرد ميد
شيبرد ميد (بالإنجليزية: Shepherd Mead)‏ (26 أبريل 1914، سانت لويس في الولايات المتحدة - 15 أغسطس 1994)؛ صحفي وروائي أمريكي. درس في جامعة واشنطن في سانت لويس.

## روابط خارجية
- شيبرد ميد على موقع IMDb (الإنجليزية)
- شيبرد ميد على موقع قاعدة بيانات برودواي على الإنترنت (الإنجليزية)
- شيبرد ميد على موقع ديسكوغز (الإنجليزية)